# کریستینا کینروا
کریستینا کینروا (به انگلیسی: Kristýna Kyněrová) (زادهٔ ۳ فوریهٔ ۱۹۷۹) شناگر اهل جمهوری چک است.